# Q2 HUMANITY
『Q2 HUMANITY』（キューツー ヒューマニティ）は、リイカが開発・発売したパズルゲーム。2015年にリイカが発売した『Q』の続編。

## システム
物理演算が働く空間に線を描いてお題をクリアするという基本システムは前作と共通している。一方、前作では操作キャラクターが存在しなかったが、本作では後述の操作キャラクター（ゲーム内ではキャラクターのことを「人間性」と表現している）のうちの1人を選んで操作する。また、前作は1人プレイ専用だったが、本作は最大4人のマルチプレイに対応しており、協力しながらクリアを目指すことができる。
収集要素として、各ステージに1枚のコインが配置されている。コインの取得は高難易度だが、クリアに必須ではない。コインはキャラクターのスキンを入手する際に使用する。

## 操作キャラクター
「凡人」を除き、各キャラクターは固有の能力を持っている。
- 凡人 - 特殊能力を持たない。
- 遠投 - 物体を遠くまで投げることができる。
- ジャンパー - 2段ジャンプが可能。
- 怪力 - 重い物体を持ち上げることができる。
- 風船 - 風船を作り出し、持ったキャラクターが浮遊する。
- 爆弾 - 目の前に爆弾を置く。爆弾は任意のタイミングで起爆できるほか、火などに触れても爆発する。
- 電気 - 電気の仕掛けに触れても平気で、蓄電、放電が可能。
- 磁力 - 磁力を発生させて金属を引き寄せることができる。
- 伸縮 - 腕が伸び、狭い場所に差し込むことができる。伸ばした状態で物体をつかむことも可能。
- ダイバー - 水中を高速で泳げるほか、吸水、放水が可能。
- 球体 - 体を球体に変化させ、狭い場所を通ることができる。ただし、球体の状態では任意での移動ができない。
- 火 - 熱の仕掛けに触れても平気で、火を放つこともできる。
- 接着剤 - 物体同士を接着させることができる。
- 重力 - 重力の向きを変化させる力場を作り出すことができる。
- 潤滑 - 殴った物体を滑りやすくすることができる。
- 打撃 - 物体を殴る力が強い。
- 消しゴム - 画面上に描かれた線を消すことができる。

## 開発
前作『Q』では1000を超える数のステージを制作しており、『Q』の生みの親である栗田祐介いわくネタ切れ感があったが、一方で、物理演算の表現手法に大きな可能性を感じていたことから、『Q』の延長上のゲーム性として「描くこと」と「キャラクターの操作」の合わせ技を思いついた。当初の企画はNintendo Switch用としてスタートしており、その本体の「携帯モード」がタッチパネルの左右にコントローラの付いた形状であることが、アイデアの原点となっている。
栗田は、前作の問題点として、高難易度すぎたことによるプレイヤーの離脱の激しさ（広告モデルとして致命的）、キャラクター性の欠如（コラボレーションがしづらい）、海外プレイヤーへの訴求力の低さの3点を挙げており、本作ではそれらの改善をコンセプトとして掲げている。
前作の背景グラフィックは黒一色だったが、本作では背景を含めたグラフィック全般が3Dに一新されている。ただ、ステージごとの見た目のバリエーションを考慮すると膨大な作業量となってしまうことから、本作では、Unityの基本機能で、本来は火や雷などのエフェクトを作るためのツール「パーティクルシステム」を応用して背景を制作し、『Q』シリーズ特有の抽象的なビジュアルを短時間で用意することができた。